# Laser Camera System
Das Laser Camera System (LCS) ist ein Instrument, mit dem 3-dimensionale Abbildungen des Space Shuttles im All erstellt wurden. Es wurde im Auftrag der NASA von der kanadischen Firma Neptec entwickelt. Das System diente der Überprüfung des Hitzeschildes auf Schäden, um einer Katastrophe wie dem Columbia-Unglück vorzubeugen.
Das LCS ist ein Teil des Orbiter Boom Sensor Systems.